# Stavitel Solness
Stavitel Solness (1892) je alegorické drama o třech dějstvích norského dramatika Henrika Ibsena.

## Postavy
Hlavními postavami dramatu jsou stavitel Halvard Solness, jeho manželka Alina Solnessová, lékař MUDr. Herdal, Knut Brovik, dříve samostatný architekt, teď pomocník u Solnesse, jeho syn Ragnar Brovik, jeho neteř a zároveň účetní Kaja Fosliová a slečna Hilda Wangelová.

## Děj
Děj se odehrává v Solnessově domě. První dvě jednání uvnitř stavitelovi vily, třetí na verandě do zahrady. Jak vyplývá z Ibsenových poznámek, myslel autor při komponování prostředí na rodný Skien.

Stárnoucí architekt rekapituluje svůj život. Dostavují se pochybnosti o vlastních schopnostech a strach z mladé konkurence, především však přesvědčení, že svůj úspěch vykoupil nejenom štěstím svým, ale štěstím i druhých lidí. Rodinu Solnessových potkala kdysi tragédie, která trápí nejen Solnesse, ale především jeho ženu. Solness čerpá novou životní sílu ze vztahu k mladé Hildě, které kdysi slíbil postavit zámek, a která za ním nyní přijela z horské vesnice. Hilda je nietzscheovská postava plná energie, bez zábran morálních i erotických. Představuje zároveň dceru, kterou Solness nikdy neměl, i absolutní lásku, od které upustil. Inspirován Hildou se stavitel snaží překonat svůj strach i sám sebe a vystoupit na věž nově postaveného domu, i když ví, že trpí závratěmi. Při výstupu se zřítí a zemře. Symbolicky lze jeho pád interpretovat jako důsledek závratě z pohledu na vlastní život. Hrdina jako by ve svém lidství nedokázal dosáhnout stejných výšin jako  ve svém povolání.

## Osoby a motiv hry
Ibsena při psaní hry inspirovala vlastní životní situace. K základní myšlence – umělcovu účtování s životem a vykonanou prací – přispěl mladý norský spisovatel Knut Hamsun, jenž Ibsenovo dílo kritizoval v sérii přednášek, které proslovil v roce 1891. Solness je zřetelně velmi autobiografickým dílem. Bylo by ovšem chybou ztotožňovat prvoplánově Solnesse s Henrikem Ibsenem, Ragnara Brovika s Knutem Hamsunem a Hildu s některou z autorových pozdních lásek, tak jako to činila dobová kritika.

### České překlady[4]
- Hugo Kosterka[nedostupný zdroj] (1905)
- Jaroslav Kvapil[nedostupný zdroj] (1912)
- Božena Ehrmannová[nedostupný zdroj] (1959)
- Karel Kraus[nedostupný zdroj] (19--)
- František Fröhlich[nedostupný zdroj] (1982)
- František Fröhlich[nedostupný zdroj] (2006)

### Česká uvedení[5]
- Národní divadlo v Brně Archivováno 23. 7. 2020 na Wayback Machine., 1910, režie Alex Třebovský
- Národní divadlo Archivováno 23. 7. 2020 na Wayback Machine., 1912, režie Jaroslav Kvapil
- Divadlo královského města Plzně Archivováno 23. 7. 2020 na Wayback Machine., 1913, režie Miloš Nový
- Švandovo divadlo v Praze Archivováno 23. 7. 2020 na Wayback Machine., 1923, režie Jan Bor, 1927, režie Karel Dostal
- Národní divadlo v Brně Archivováno 23. 7. 2020 na Wayback Machine., 1928, režie Vladimír Šimáček
- Divadelní odbor Sokola v Kyjově Archivováno 23. 7. 2020 na Wayback Machine., 1928,
- Umělecká beseda v Praze III Archivováno 23. 7. 2020 na Wayback Machine., 1940, režie R. K. Holan
- Městské Komorní divadlo Archivováno 23. 7. 2020 na Wayback Machine., 1943, režie G. Hart
- Východočeské divadlo Pardubice Archivováno 23. 7. 2020 na Wayback Machine. (Městské divadlo), 1967, režie Evžen Kubíček
- Realistické divadlo Zdeňka Nejedlého Archivováno 23. 7. 2020 na Wayback Machine., 1979, režie František Laurin
- Československá televize Praha Archivováno 23. 7. 2020 na Wayback Machine., 1980, režie František Laurin
- Divadlo Františka Xavera Šaldy Archivováno 23. 7. 2020 na Wayback Machine., 1981, režie Milan Vobruba
- Divadlo Komedie Archivováno 23. 7. 2020 na Wayback Machine., 1999, režie Jan Nebeský